# سايمور شتاين
سايمور شتاين (بالإنجليزية: Seymour Stein)‏ هو مدير تنفيذي موسيقي ‏ وملحن ومنتج أسطوانات ورائد أعمال أمريكي، ولد في 18 أبريل 1942 في بروكلين في الولايات المتحدة.

## وصلات خارجية
- سايمور شتاين على موقع IMDb (الإنجليزية)
- سايمور شتاين على موقع ميوزك برينز (الإنجليزية)
- سايمور شتاين على موقع ديسكوغز (الإنجليزية)
- سايمور شتاين على موقع ديسكوغز (الإنجليزية)